# Arrêt Blanco
Pour les articles homonymes, voir Blanco.
L'arrêt Blanco est un arrêt rendu en France le 8 février 1873 par le Tribunal des conflits.
Souvent présenté comme le fondement du droit administratif français, il définit à la fois la compétence de la juridiction administrative et le contenu du droit administratif. L'arrêt reconnaît le service public comme le critère de la compétence de la juridiction administrative, affirme la spécificité des règles applicables aux services publics et établit un lien entre le fond du droit applicable et la compétence de la juridiction administrative. Il consacre également la responsabilité de l'État devant la juridiction administrative, responsabilité du fait des dommages causés par la mission de service public. C'est ce que les juristes nomment le « principe de la liaison de la compétence et du fond ».
L’apport historique de cet arrêt est toutefois remis en cause comme étant une construction a posteriori de l’« École de Bordeaux ».

## Nom
Appelé arrêt Blanco, celui-ci a été rendu par le Tribunal des conflits, suivant la dénomination des décisions de justice établie par la doctrine. En effet, les différents degrés de juridictions rendent des décisions de justice portant un nom précis. Ainsi, en droit administratif, les « arrêts » sont des décisions rendues par le Conseil d'État et les cours administratives d'appel, les « jugements » sont des décisions juridictionnelles portant sur des faits rendus par les tribunaux administratifs. Le Tribunal des conflits est un tribunal spécial, qui rend des décisions et non des arrêts[Passage contradictoire]. En effet, ce dernier n'est pas habilité à offrir une solution à l'affaire, donc à statuer sur celle-ci comme le ferait un tribunal de première instance ou un tribunal administratif[Passage contradictoire avec l'article Tribunal des conflits (France)]. Le Tribunal des conflits a pour seul but d'orienter l'affaire vers la juridiction compétente, administrative ou judiciaire, afin qu'elle soit jugée par le juge compétent.

## Circonstances de l'espèce
Agnès Blanco, âgée de cinq ans, est renversée et grièvement blessée par un wagonnet poussé par quatre ouvriers. Le wagonnet appartient à la manufacture des tabacs de Bordeaux, exploitée en régie par l'État. Le père de l'enfant saisit la juridiction judiciaire d'une action en dommages-intérêts contre l'État, estimé civilement responsable de la faute commise par les quatre ouvriers. Un conflit s'élève entre les juridictions judiciaire et administrative et le Tribunal des conflits est chargé de trancher.
La question est de savoir« quelle est, des deux autorités administrative et judiciaire, celle qui a compétence générale pour connaître des actions en dommages-intérêts contre l'État ».
Le Conseil d'État, déclaré compétent par la décision Blanco, rendra un arrêt le 8 mai 1874, octroyant une rente viagère à la victime. Cette dernière meurt en 1959 à l'âge de 94 ans.
Cette décision du Tribunal des conflits est l'une des onze rendues avec la voix déterminante du Garde des Sceaux, ministre de la Justice (Jules Dufaure), pour cause de partage de voix entre les membres.

## Considérant de principe
« Considérant que la responsabilité, qui peut incomber à l'État, pour les dommages causés aux particuliers par le fait des personnes qu'il emploie dans le service public, ne peut être régie par les principes qui sont établis dans le Code civil, pour les rapports de particulier à particulier ;
Que cette responsabilité n'est ni générale, ni absolue ; qu'elle a ses règles spéciales qui varient suivant les besoins du service et la nécessité de concilier les droits de l'État avec les droits privés ; »
— Arrêt Blanco du Tribunal des conflits

## Commentaire
L'arrêt Blanco fait figure, selon l'expression de Gaston Jèze, de « pierre angulaire » du droit administratif français. En effet, il définit à la fois la compétence de la juridiction administrative et le contenu du droit administratif. L'arrêt reconnaît le service public comme le critère de la compétence de la juridiction administrative, affirme la spécificité des règles applicables aux services publics et établit un lien entre le fond du droit applicable et la compétence de la juridiction administrative. C'est ce que les juristes nomment le principe de la liaison de la compétence et du fond.
Cet arrêt consacre également pleinement l'autonomie du droit administratif, s'inscrivant dans la continuité des arrêts Rotschild ou Dekeister. L'État se trouve désormais responsable devant la juridiction administrative, et soumis à un droit dérogatoire au droit commun, le droit administratif. 
Il convient toutefois de souligner que l'importance donnée à l'arrêt Blanco résulte d'une reconstruction mythologique du droit administratif, opérée au début du XXe siècle sous l'influence du Commissaire du gouvernement Jean Romieu. Avant cette date, en effet, l'arrêt Blanco n'était pratiquement pas cité, ni dans les œuvres de doctrine, ni dans les conclusions de commissaires du gouvernement. La thèse selon laquelle le droit administratif français serait né autour de 1870 avec, notamment, cet arrêt, a ainsi pu être qualifiée de « mythe du droit public ».
De surcroît, cette approche est extrêmement discutée. En effet deux écoles doctrinales s'affrontent à ce sujet : l'école du service public (Duguit) et celle de la puissance publique (Hauriou). La principale différence entre ces deux courants réside dans le critère de l'application du droit administratif.
Il est également important de souligner que l'arrêt Blanco reprend en grande partie les termes d'un arrêt antérieur, l'arrêt Rothschild du Conseil d'État du 6 décembre 1855.

### Compétence
En référence à la loi des 16-24 août 1790 et du décret du 16 fructidor an III qui proscrivent aux tribunaux judiciaires de « troubler, de quelque manière que ce soit, les opérations des corps administratifs », l'arrêt retient le critère de service public comme fondement de la compétence administrative. Ainsi, le commissaire du gouvernement déclare :

« Les tribunaux judiciaires sont radicalement incompétents pour connaître de toutes les demandes formées contre l'administration à raison des services publics, quel que soit leur objet, et alors même qu'elles tendraient, non pas à faire annuler, réformer ou interpréter par l'autorité judiciaire les actes de l'administration, mais simplement  faire prononcer contre elle des dommages pécuniaires en réparation des dommages causés par ses opérations. »

Ce faisant, est retenu comme fondement de la compétence du juge administratif un texte visant en réalité à exclure la compétence judiciaire mais ne visant nullement un quelconque autre ordre de juridiction, ordre qui n'existait d'ailleurs pas en 1790.
Les évolutions du droit administratif remettent cependant en cause ce principe affirmé par l'arrêt. La création du régime des services publics industriels et commerciaux notamment vient bousculer la spécificité de la mission de service public de l'administration, en soumettant les SPIC à la compétence du juge judiciaire. La multiplication et la diversité des contentieux viennent aussi brouiller la limite claire donnée par Blanco qui séparait juge judiciaire et juge administratif.

### Responsabilité
Le Tribunal des conflits rejette par cet arrêt des principes du code civil français, pourtant établis par le législateur, en revendiquant des « règles spéciales », justifiées par les « besoins du service ». Mais cette mise à l'écart de la règle générale permet de consacrer le principe de la responsabilité de l'État à raison des services publics en lieu et place d'un principe d'irresponsabilité qui ne trouvait d'exceptions qu'en cas de responsabilité contractuelle ou d'intervention législative, telle la loi du 28 pluviôse an VIII pour les dommages de travaux publics.
La distinction des règles applicables n'est cependant pas absolue. À bien des égards, le Code civil resta un guide interprétatif pour le juge administratif et les parallèles entre sa jurisprudence et le droit civil de la responsabilité sont nombreux. De même, loin de signifier que la règle administrative serait moins protectrice, la distinction établie a pu conduire le juge du Palais-Royal à se montrer plus protecteur que le juge judiciaire (par exemple en matière de responsabilité médicale : l'arrêt d'Assemblée du 9 avril 1993, Bianchi).

## Limites de l'arrêt
La loi et la jurisprudence postérieure ont précisé ou remis en cause les solutions apportées par l'arrêt Blanco :
- Le service public n'est pas le seul critère de compétence du juge administratif. On peut invoquer par exemple le simple exercice de la puissance publique[6].
- Le triptyque originel de l'arrêt Blanco (coïncidence de l'intérêt général, action d'une personne publique et règles exorbitantes du droit commun) a été largement remis en cause par la jurisprudence postérieure.
- Le service public n'entraîne pas toujours la compétence administrative, par exemple en cas de gestion privée d'un service public[7].
- Un service public peut en effet être géré par une personne privée[8]. La puissance publique est alors le critère de la compétence administrative[9].
- Un service public peut être soumis au droit privé quand il s'agit d'un service public industriel et commercial, et non administratif[10]. En outre les contrats passés par un service public ne sont administratifs que s'ils contiennent une clause exorbitante du droit commun[11] ou lié à l'exécution même du service[12].
- La loi du 31 décembre 1957 a transféré à la juridiction judiciaire le contentieux des « dommages de toute nature causés par un véhicule quelconque ». Contrairement à une interprétation erronée, le wagonnet ayant blessé Agnès Blanco ne relèverait donc plus aujourd'hui de la juridiction administrative.
- L'autonomie du droit administratif est moins claire, les juridictions administratives appliquant parfois le code civil[13].